# Speed Racer (película)
Speed Racer  (Meteoro: la película en Hispanoamérica) es una adaptación en imagen real de la serie animada japonesa Meteoro (título original Mach Go Go Go), dirigida por las Hermanas Lana Wachowski y Lilly Wachowski. Protagonizada por Emile Hirsch, Susan Sarandon, Christina Ricci, John Goodman y Matthew Fox. Speed Racer se estrenó el 26 de abril de 2008 en el Nokia Theater del Downtown Los Angeles, California, posteriormente se estrenó en cines el 9 de mayo de 2008, de la mano de Warner Bros. Pictures. 
La película cuenta con un presupuesto de 120 millones, pero solo recaudó 93 millones de dólares en todo el mundo, lo que la convirtió en un fracaso de taquilla. Posteriormente fue nominada en múltiples categorías en los Teen Choice Awards 2008, así como en los Golden Raspberry Awards 2008. En su estreno, la película recibió críticas mayoritariamente negativas. Aunque la película recibió elogios por sus increíbles secuencias de acción, gran banda sonora compuesta por Michael Giacchino, el muy buen trabajo de fotografía y las brillantes actuaciones, los críticos se mostraron divididos en cuanto al uso de CGI, su guion flojo, y larga duración. En los años siguientes, Speed Racer se ha convertido en un clásico de culto y algunos comentaristas la califican de "Infravalorada" e "Incomprendida".  Es el top 84 de las 100 mejores películas de acción de todos los tiempos por GQ.

## Sinopsis
Meteoro es un joven de 18 años cuya vida y amores siempre han girado en torno a las carreras de coches. De niño, Meteoro idolatraba a su hermano mayor Rex, que murió corriendo en Casa Cristo 5000, un rally realmente agresivo. Más tarde, él recibe la oportunidad de correr el mismo rally, en donde podrá demostrar que su hermano no murió en vano.

## Argumento
Desde niño, Meteoro muestra pasión por la velocidad incluso en la escuela, ya que prestaba poca atención en las clases y se distraía fácilmente pensando en todo lo relacionado con las carreras, es un niño comprendido por su madre quien sabe que desde muy pequeño ya estaba interesado por el mundo del automovilismo. Un día una niña llamada Trixie, quien ama profundamente a Meteoro, se enfrenta con una de sus amigas, ya que esta estaba hablando mal de él y de su familia; es justo en ese momento cuando aparece Meteoro, quien intercambia miradas con Trixie sin darse cuenta de que está a punto de estrellarse; es en ese momento cuando ella le advierte, pero ya es demasiado tarde. Meteoro sale ileso de aquel accidente, al que Trixie acude inmediatamente para ayudar a Meteoro; es en ese momento cuando se conocen, y con el tiempo llegan a tener un noviazgo. Él y sus padres vivían relativamente con normalidad; Meteoro era el consentido de su hermano Rex, dejándolo incluso correr en secreto en la pista y dándole lecciones, las cuales en el futuro se ve que las ha aprovechado al máximo ganando un buen número de carreras. Todo esto era el sueño de Meteoro, solo opacado por el hecho del escape de Rex y su posterior accidente en una carrera que resulta en su aparente muerte, hecho que marca profundamente a la familia. Pero a pesar de las adversidades la vida de la familia Racer continuaría de manera normal, con Meteoro siendo un gran corredor con un futuro prodigioso, hecho que hace que cierto día las cosas comenzarían a cambiar.
Un día el Sr. E.P. Arnold Royalton, dueño de Industrias Royalton, ofrece a Meteoro la oportunidad de firmar un contrato de patrocinio con él y acceder a un estilo de vida mucho más lujoso, pero dada la desconfianza de su padre hacia las grandes corporaciones, Meteoro rechaza la oferta. Royalton, enfurecido trata de opacar el amor de Meteoro por las carreras diciéndole que en el mundo de las carreras sólo importa el dinero y los favores, al ver que Meteoro definitivamente renunciaba al contrato Royalton le dijo que por más que intentara ganar en Fuji, no lo iba a lograr, y así fue: en Fuji la carrera inicia, luego de varios accidentes un corredor arponea el Mach 6 de Meteoro, causando que ambos terminen estrellándose y por consiguiente la destrucción del Mach 6 de Meteoro y su posterior descalificación para el siguiente Grand Prix número 91, sumado a esto, esa noche demandan la Racer Motors (propiedad de los padres de Meteoro) por un delito contra la propiedad intelectual, sin embargo no ocurre gran cosa, pero si mantiene un llamado de atención y de alerta por todos los patrocinadores. El plan de Royalton resultó exactamente como él lo había predicho: con Meteoro sin terminar la carrera y la empresa de su padre demandada y desacreditada, también el Sr. Ben Burns (el Piloto que ganó ese polémico Grand Prix mencionado siendo también el comentarista estelar) lo anima a no darse por vencido y le aclara a Meteoro ciertas cosas de su "victoria". 
Mientras tanto el corredor Taejo Togokahn estaba siendo torturado por Cruncher, un mafioso que arreglaba carreras y su pandilla, con el pretexto de que Taejo los había traicionado, así que a Cruncher se le ocurrió echarlo a un acuario lleno de pirañas que tenía en el camión en el que se transportaban, pero justo antes de llevar a cabo esto, la conductora avisa que los va siguiendo el Corredor X, con quien tienen un enfrentamiento, el cual termina con Taejo siendo entregado al Corredor X, el cual lo recoge y le dice que el único modo de detenerlos es llevándolos ante la justicia, a lo que Taejo se niega diciendo que ya no puede confiar en ella, ante esto, el Corredor X se detiene y le exige a Taejo que se baje, pero antes de dejar a Taejo a su suerte el Corredor X le dice que cuando termine la carrera de Fuji, que lo llame si todavía puede.
En vista de todo lo que ocurre y que posiblemente ese plan de industrias Royalton sea otra treta para continuar su juego ilegal, el Inspector Detector ofrece a Meteoro y a Racer Motors una oferta para competir en la carrera y Rally a campo abierto llamado: El Casa Cristo 5000, el ofrecimiento se hace, ya que le dicen a Meteoro que Taejo tiene información esencial para relacionar a Cruncher y Royalton en el arreglo de carreras, pero que no la proporcionará a menos de que Meteoro y el Corredor X estén en su escudería, pero su padre inmediatamente rechaza para evitar otro accidente mortal que pudiese costarle la vida a su hijo Meteoro, entonces por diferencia de opiniones, Meteoro decide tomar una decisión para limpiar su nombre y el de su padre, así como cambiar el mundo de las carreras para siempre, alejándolo de las artimañas de Royalton y su grupo de choque compuesto por la mafia del gran capo Cruncher. Incluso el Corredor X reconoce que Meteoro está decidido a hacerlo, pero su padre (como ya se mencionó previamente) quiere evitar otra muerte innecesaria.
Después de pensarlo junto con su novia Trixie, Meteoro decide aceptar la oferta y de esta forma obtiene el acceso al Casa Cristo 5000 gracias al Inspector Detector, haciendo equipo con Taejo Togokahn y Corredor X; viendo el panorama en el laboratorio, se procede a modificar el Mach 5 con unos aditamentos y armas de ataque y defensa que también posee en el anime, por lo cual nadie de la familia se entera del plan de éste, ya que Meteoro y Trixie se fueron bajo la coartada de que ambos irían a esquiar. Sin embargo y por culpa de Chispita y Chito ambos son descubiertos, ya que estos dos últimos fueron sorprendidos viendo la carrera en la televisión cuando el padre de Meteoro pasaba por el pasillo de la casa y se disponía a castigarlos por desobedecer, y se entera de dónde están Meteoro y Trixie realmente. Mientras tanto, la carrera inicia de forma caótica en la linea de salida donde muchos de los pilotos acaban siendo sacados de la carrera por numerosas maniobras y choques violentos, y pronto se revela que muchos pilotos fueron sobornados previamente por Crunsher y sus secuaces, para sacar de la competencia a Meteoro, Taejo y Corredor X, por lo que el trío se enfrentan a numerosas vicisitudes y trampas que atentan contra sus vidas: uno de ellos es Snake Oiler, principal corredor aliado del mafioso Cruncher, quien a pesar de todo gana la primera etapa del Rally. Al caer la noche, mientras Trixie y Meteoro cenaban juntos, ambos empiezan a hablar sobre el Corredor X y sobre la posibilidad de que este último sea su hermano Rex Racer, súbitamente, la cena de ambos es rapídamente interrumpida por el padre de Meteoro, el cual también viene acompañado por Bujía y los demás miembros de la familia Racer, los cuales habían viajado hacia el hotel donde está hospedado, para impedir que Meteoro siga participando en la carrera. Este último se niega a dejar la competición, lo cual acaba en una fuerte discusión entre Meteoro y su padre, que afortunadamente es detenida por la intervención de su madre, la cual consigue convencer a regañadientes al padre de Meteoro de que este último acepte que su hijo continúe en la carrera. Aún con ello en mente, su padre y Bujía deciden hacerle unos ajustes menores al Mach 5 para dejarlo en perfectas condiciones, ya que la siguiente fase 2 de la carrera sería la más decisiva. Esa misma noche, mientras Taejo dormía, es atacado por un grupo de mercenarios ninjas, mientras que por otra parte Corredor X y la familia Racer consiguen derrotarlos con facilidad; sin embargo, Taejo queda incapacitado de competir en la siguiente carrera por unas horas debido a un opiáceo aplicado en él por los ninjas que lo dejó en ese estado temporal. Taejo insiste en competir pero apenas puede mantenerse en pie, por lo que Trixie toma su lugar temporalmente mientras se recupera al 100%.
La segunda etapa inicia y la carrera sigue siendo igual de caótica como en la primera etapa, por lo que comienza a librarse una batalla por tomar la punta. Mientras tanto, Cruncher se hace pasar como el piloto del helicóptero privado de la compañía Togokahn Motors y trata de secuestrar a Horuko, la hermana de Taejo, la cual supuestamente iba a bordo del aparato para frustrar los planes del equipo de Togokahn Motors, pero su plan rapídamente fracasa gracias a que Taejo se hizo pasar por su hermana para así capturar al mafioso en el acto, y se revela que su hermana Horuko se encontraba realmente con la familia Racer en el helicóptero de Trixie. Por otro lado Trixie, Meteoro y Corredor X tratan de alcanzar al equipo de Snake, el cual hasta ese momento iban liderando la primera posición, pero afortunadamente el trío consigue neutralizarlos temporalmente y tomar la punta de la carrera. Justo cuando el trío llega a una serie de montañas donde hay muchos puntos ciegos para las cámaras de transmisión, el equipo se detiene al hacer una escala técnica para recargar combustible y de paso devolverle el puesto de piloto principal a Taejo, ahora ya recuperado del ataque ocurrido la noche anterior. En el lugar también se aparece con Crunsher bajo custodia, pero justo cuando estaban por seguir en la carrera, el grupo es rápidamente es atacado por los secuaces del mafioso, a los cuales consiguen derrotar con facilidad en una pelea corta. Meteoro, Taejo, Corredor X y los demás consiguen arrestar nuevamente a Cruncher. Tras la pelea, el equipo rápidamente observa como Snake Oiler y su equipo pasan por la zona y deciden apresurarse a alcanzarlos antes de que se alejen. Salen de nuevo al camino a toda velocidad para detener a Snake Oiler, quien intenta liquidar a como dé lugar a sus rivales, intenta asesinarlos por todos los medios posibles (siendo un guiño a la película The Fast and the Furious: Tokyo Drift donde la secuencia de carrera de Sean y D.K. es similar a este combate), por lo que la batalla empieza en la misma zona donde supuestamente Rex "murió" la última vez, conocido como las Cuevas Maltesas. Oiler, en una artimaña muy sucia, lanza aceite en la pista causando que el Mach 5 de Meteoro se resbale y pierda el control, cayendo por el acantilado hacia el vacío, pero de manera rápida Meteoro consigue activar los arpones en las ruedas del Mach 5 con el botón F y consigue engancharse a la pared del acantilado. Meteoro rápidamente salta con el Mach 5 hasta el acantilado que esta justo frente a él, contrarrestando la jugada previa de Oiler y sube por la pared empinada hasta regresar a la pista acelerando a fondo. Justo cuando Snake creía haberse deshecho de Meteoro, éste sorpresivamente se aparece detrás de él, para indignación de Snake, quien nuevamente vuelve a lanzar aceite en la pista con tal de deshacerse del joven una vez más, pero este último se las ingenia para esquivar el resbaloso paso saltando por el costado derecho de la pista hasta caer en el siguiente tramo inferior de la pista por donde venía Oiler, rebasándolo fácilmente y tomando la delantera. En un acto de desesperación, Snake saca a relucir un arma de fuego y comienza a dispararle a Meteoro y a Trixie con tal de matarlos, pero Meteoro se pone detrás de ella para protegerla y rápidamente sella la cabina del Mach 5 con el botón B, diseñada con un polímero a prueba de balas para protegerse de los disparos y activa los arpones nuevamente para subirse en las paredes de la montaña mientras Snake sigue disparándole, hasta que finalmente Snake se queda sin municiones. Meteoro aprovecha el momento para embestirlo con su auto, haciendo una increíble maniobra para poner el Mach 5 sobre su auto y amenazando con despellejarle la cara usando las ruedas del Mach 5 girando a toda velocidad (en represalia por haberle hecho esto mismo a Trixie en un tramo anterior) y forzar a Snake a caer al vacío. Aunque Snake cayó por el precipicio, este último se logra salvar usando un paracaídas, y para su descontento, queda finalmente fuera de la carrera. 
Con el último de los corredores corruptos de Cruncher fuera de la competición, finalmente Meteoro, Taejo y El Corredor X consiguen la victoria, pero desafortunadamente, Racer Motors resulta ser engañado otra vez en cierto modo, pues el plan de Togokahn Motors era ganar la carrera y así subir el precio de sus acciones. A raíz de esto, un muy indignado y furioso Meteoro se encuentra al Corredor X en la pista de carreras donde su hermano Rex solía llevarlo de niño, y piensa que él fue quien planeo todo esto; sin embargo, descubre que no es cierto y aconseja a Meteoro para que siga adelante para que la situación cambie de una vez por todas. Después de esto, regresa a casa para aparentemente marcharse igual que Rex, pero el muchacho es persuadido por su padre, quien le dice en un tono amable que tiene y tendrá un hogar al cual puede regresar en el momento que él quiera, aceptando lo que sucede y platicando sobre la conexión entre Royalton y las aparentes victorias en el campeonato mundial, pensando que, obviamente, todas las temporadas de la LMC Fueron con victorias arregladas. Esto deja a Meteoro y su padre pensativos para saber cómo reaccionar. Sorpresivamente Horuko, la hermana de Taejo, decide a visitar a Meteoro, con quien desea aclarar las cosas. Ella misma lo convence para que compita nuevamente, dándole la invitación para que compita legalmente en el Grand Prix número 91 que su hermano tenía pensado rechazar pese a haber ganado el Casa Cristo 5000, pero, según las reglas como competidor y miembro del equipo en el Rally pasado, si Meteoro se presenta con dicha invitación el día de la carrera, puede participar sin ningún impedimento. Así, de manera agradable, Meteoro la acepta y toda la familia escucha todo, por lo cual Horuko se retira sabiendo que Meteoro hará un buen trabajo y que no necesitaba desearle suerte, ya que el contaba con la ídem de tener una familia bastante unida. Como si fuese un reto, mientras los preparativos del Grand Prix número 91 se realizan, la familia Racer trabaja a toda marcha para crear, en sólo 32 horas, un nuevo y más poderoso Mach 6 (ya que el anterior se destruyó previamente en Fuji) con todo lo necesario, incluyendo un soporte a base de un generador motriz Bernoulli, pues para el padre de Meteoro, los transpondedores de iones solo eran poca cosa (y se demostraría ello más tarde), superando las 36 horas de fabricación de Industrias Royalton.
Así, el día del Grand Prix número 91 llega, y Meteoro junto con su equipo y familia llega al recinto automovilístico, pero se le impide entrar en un principio a éste por una supuesta falsificación de la invitación, aunque posteriormente se comprueba que la invitación es auténtica y que la había ganado por el Rally Casa Cristo 5000. En eso, Royalton intenta impedir a toda costa que participe en la carrera, pero es disuadido por el Inspector Detector, quien le explica que según las reglas, si el Grand Prix número 91 es interrumpido o cancelado de alguna forma fortuita o provocada (como en este caso) se tendría que posponer hasta que se llevara a cabo una investigación formal. Por lo que Royalton, a regañadientes y resignado sabiendo la fortuna que le costaría, acepta que Meteoro compita, no sin antes ofrecer un millón de dólares a todos los pilotos para que liquiden a Meteoro de cualquier forma, y todos aceptan. Mientras todos los demás corredores se preparan, éstos empiezan a pensar en ideas en como liquidar a Meteoro en la competencia, incluyendo al "Bólido Taylor", un reconocido y veterano competidor a quien se le instala en su auto un arpón gancho para poder ayudarlo en su labor. Aunque el piloto al principio le menciona a Royalton que no lo necesita para acabarlo, Royalton le responde que solo será por precaución.
Con toda la inmensa tensión sobre el joven piloto en la pista, el comentarista Ben Burns comenta sobre el revuelo y al saber que Meteoro empezaría desde la última posición, se queda con una expresión de asombro, seguido de una grosería por la impresión de saber que eso no iba a ser una carrera cualquiera, si no literalmente una lucha por limpiar el nombre de su padre, el de él (y su aparente hermano fallecido) de cambiar el automovilismo para siempre (y por la peligrosidad para Meteoro, significaría una "pelea" hasta el último hombre), así que con ello, él y Bujía (como su mecánico en cabina de pits) se alistan para arrancar.
De esta forma, la carrera comienza y después de todo en las primeras vueltas Meteoro pasa por muchos obstáculos que tiene, considerando que terminó arrancando desde la última posición, incluyendo a todos los pilotos que están decididos a liquidarlo de cualquier forma posible. Meteoro logra vencerlos uno por uno, incluso sacándolos a ellos de la carrera con diferentes y complicadas maniobras, donde los destruye a base de astucia e inteligencia, como si fuese un juego de ajedrez en contra. Cuando llega a la punta, inicia una pelea con el "Bólido Taylor", con quien por largo tiempo sostiene un espectacular e impresionante combate que le corta la respiración a público y los comentaristas de todo el mundo por igual. Finalmente, el propio Meteoro logra rebasarlo y toma la delantera, pero en un acto de desesperación el "Bólido Taylor" arponea el Mach 6 de Meteoro y lo mantiene atrapado. Con el Mach 6 enganchado al auto rival y con la expectativa de terminar igual que en Fuji, Meteoro busca la forma de desenmascarar todo este elaborado plan que Royalton ejecutó secretamente. Para ello, Meteoro avista que en una sección de la pista hay cámaras sensibles al movimiento y este de forma astuta, salta enfrente de un grupo de cámaras que estaban en una torre, las cuales de forma inmediata toman varias fotos y videos, exponiendo al "Bólido Taylor" frente a todos como un tramposo al mostrar el arpón enganchado al Mach 6 de Meteoro. Con este acto irresponsable, el "Bólido Taylor" es inmediatamente expulsado del Salón de la Fama y al mismo tiempo muestra a todos la clase de vergüenza que es Industrias Royalton. Obviamente, ambos autos se quedan fuera de la carrera y el "Bólido Taylor" es descalificado inmediatamente. Por otro lado, el Mach 6 de Meteoro también quedó severamente dañado producto del impacto, hasta que pensando con calma y recordando lo que Rex le había enseñado, Meteoro logra encontrar una solución al problema: su padre también había implementado un sistema de encendido diseñado para emergencias con un puente directo al generador Bernoulli que permitirá encender al Mach 6 incluso estando sobrecalentado. Ejecutando con calma dicha medida, revive al Mach 6 con mucha más potencia de la que necesitaba y Meteoro arranca acelerando a fondo, algo que le ayudó a sortear las vueltas restantes y mantenerse en la carrera, también acabando a los últimos que lo querían fuera de combate. Un flashback muestra las razones de esta batalla (los recuerdos de su madre sobre su infancia, viendo las carreras con su padre y practicando con su hermano), y en un increíble final, con el público enloquecido y el Mach 6 casi destruido, Meteoro cruza la línea de meta ganando en el acto el Grand Prix número 91 de manera asombrosamente temeraria. Mientras tanto, Royalton pierde el control y hace destrozos en el lugar, mientras lo observa el señor Musha (quien le vendió su fundación de transponders a cambio de que comprara a su rival Togokahn) con un rostro de lástima, pues el plan y el daño ya estaban hechos y después de ello nadie querría hacer tratos a futuro con él. 
La celebración por el triunfo de Meteoro no sólo es un triunfo en sí, sino más bien el inicio de una nueva época, al desenmascarar los planes de Royalton y Cruncher. Por su parte, Corredor X observa el festejo y la acción de Meteoro, sin embargo rechaza ir a acompañar a la familia por no revelar su historia, argumentando que tendrá que vivir con eso mismo (mostrando que en realidad es Rex, el cual se muestra en un flashback cómo fingió su muerte, para luego hacerse una cirugía para cambiar su rostro y de identidad con tal proteger a su familia, para después ser reclutado por la Interpol) y gracias a su cirugía, Meteoro antes había desestimado que el Corredor X fuese su hermano.
Por lo tanto, después de tan férrea y demandante aventura, se muestra un podio realmente lleno de júbilo, incluida una escena del beso final inclusive advertida de manera burlona por Chispita y Chito, diciendo que son escenas para “no vacunados” o “alérgicos” a lo cursi, mismos quien también festejan junto con Bujía y Meteoro el triunfo de sus vidas, sosteniendo la copa con total felicidad y orgullo. En el mismo final se muestran los cargos fincados contra Royalton por Taejo como testigo clave, y tanto Royalton como Cruncher terminan encarcelados con una sentencia de cadena perpetua, mostrando una foto de Royalton en la cárcel y un mensaje dictado por el Juez diciendo: "Los tramposos nunca prosperan".

## Reparto
| Personaje                         | Actor original                      | Actor de voz (Hispanoamérica) | Actor de Voz (España)              |
| --------------------------------- | ----------------------------------- | --- | ---------------------------------- |
| Speed Racer / Meteoro / Gō Mifune | Emile Hirsch Nicholas Elia (niño)   | Héctor Emmanuel Gómez Emilio Treviño (niño)                                                                                        | Iván Labanda Juan Barenys (niño)   |
| Rex Racer / Corredor X / X-Racer  | Matthew Fox                         | Ricardo Tejedo | Toni Mora                          |
| Taejo Togokhan                    | Rain                                | Irwin Daayan | Hernán Fernández                   |
| Trixie                            | Christina Ricci Ariel Winter (niña) | Cristina Hernández Paulina García Casillas (niña)                                                                                  | Graciela Molina Carla López (niña) |
| Pops Racer                        | John Goodman                        | Blas García | Camilo García                      |
| Mom Racer                         | Susan Sarandon                      | Andrea Coto | María Luisa Solá                   |
| Sparky / Bujía                    | Kick Gurry                          | Arturo Mercado Jr. | Juan Antonio Soler                 |
| Sr. Royalton                      | Roger Allam                         | Carlos Segundo Bravo | Jaume Comas                        |
| Spritle / Chispita                | Paulie Litt                         | Rodrigo Gutiérrez |                                    |
| Ben Burns                         | Richard Roundtree                   | Octavio Rojas | Juan Fernández                     |
| Snake Oiler                       | Christian Oliver                    | Óscar Flores | Luis Posada                        |
| Cruncher Block                    | Jonh Benfield                       | Armando Réndiz | Vicente Gil                        |
| Sr. Musha                         | Hiroyuki Sanada                     | Mario Castañeda | Paco Gázquez                       |
| Inspector Detector                | Benno Fürmann                       | Sergio Gutiérrez Coto | Carlos Di Blasi                    |
| Rex Racer (Joven)                 | Scott Porter                        | José Antonio Macías | Óscar Muñoz                        |
| Horuko, hermana de Taejo          | Yu Nan                              | Erica Edwards | Berta Cortés                       |
| Sr. Togokhan                      | Togo Igawa                          | Arturo Mercado | Claudi García                      |
| Conductor Yakuza                  | Park Joon Hyung                     | |                                    |
| Voces Adicionales                 |                                     | Dulce Guerrero Humberto Vélez Monserrat Mendoza Esteban Siller Ada Morales Humberto Solórzano Carlos del Campo Héctor Cuevas Ireta |                                    |
| Estudio de Doblaje                |                                     | SDI Media de México de S. de R.L. de C.V.                                                                                          | Estudios Sonoblok (Barcelona)      |

## Producción
Comenzando en 1992, Speed Racer fue un proyecto en desarrollo que cambió de directores, guionistas y actores desde la década de los 90 hasta los 00. En 2006, comenzó la producción de la película y la filmación con fondo verde comenzó en Berlín en el verano de 2007. El estreno de Speed Racer fue anunciado para el 8 de mayo de 2008 y hasta el 16 de julio en Bélgica como una de las propuestas fuertes de Warner Bros. para el verano.

## Estrenos
| País                                                                          | Fecha de estreno                                                                                    |
| ----------------------------------------------------------------------------- | --------------------------------------------------------------------------------------------------- |
| Alemania                                                                      | Jueves 8 de mayo de 2008                                                                            |
| Argentina                                                                     | Jueves 8 de mayo de 2008                                                                            |
| Australia                                                                     | Jueves 12 de junio de 2008                                                                          |
| Austria                                                                       | Viernes 9 de mayo de 2008                                                                           |
| Bélgica                                                                       | Miércoles 16 de julio de 2008                                                                       |
| Belice · Costa Rica · El Salvador · Guatemala · Honduras · Nicaragua · Panamá | Viernes 9 de mayo de 2008                                                                           |
| Bolivia                                                                       | Jueves 8 de mayo de 2008                                                                            |
| Brasil                                                                        | Viernes 9 de mayo de 2008                                                                           |
| Bulgaria                                                                      | Viernes 16 de mayo de 2008                                                                          |
| Chile                                                                         | Jueves 8 de mayo de 2008                                                                            |
| China                                                                         | Domingo 10 de agosto de 2008                                                                        |
| Colombia                                                                      | Viernes 9 de mayo de 2008                                                                           |
| Corea del Sur                                                                 | Jueves 8 de mayo de 2008                                                                            |
| Croacia                                                                       | Jueves 26 de junio de 2008                                                                          |
| Dinamarca                                                                     | Viernes 20 de junio de 2008                                                                         |
| Ecuador                                                                       | Viernes 9 de mayo de 2008                                                                           |
| Egipto                                                                        | Miércoles 18 de junio de 2008                                                                       |
| Emiratos Árabes Unidos                                                        | Jueves 8 de mayo de 2008                                                                            |
| Eslovaquia                                                                    | Jueves 15 de mayo de 2008                                                                           |
| Eslovenia                                                                     | Jueves 15 de mayo de 2008                                                                           |
| España                                                                        | Viernes 9 de mayo de 2008                                                                           |
| Estados Unidos · Canadá                                                       | Sábado 3 de mayo de 2008 (Festival de Cine de TriBeca) Viernes 9 de mayo de 2008 (Estreno en cines) |
| Estonia                                                                       | Viernes 16 de mayo de 2008                                                                          |
| Filipinas                                                                     | Miércoles 7 de mayo de 2008                                                                         |
| Finlandia                                                                     | Viernes 6 de junio de 2008                                                                          |
| Francia                                                                       | Miércoles 18 de junio de 2008                                                                       |

| País                 | Fecha de estreno            |
| -------------------- | --------------------------- |
| Grecia               | Jueves 8 de mayo de 2008    |
| Hong Kong            | Jueves 8 de mayo de 2008    |
| Hungría              | Jueves 15 de mayo de 2008   |
| India                | Viernes 9 de mayo de 2008   |
| Indonesia            | Miércoles 7 de mayo de 2008 |
| Islandia             | Viernes 6 de junio de 2008  |
| Israel               | Jueves 19 de junio de 2008  |
| Italia               | Viernes 9 de mayo de 2008   |
| Japón                | Sábado 5 de julio de 2008   |
| Kuwait               | Jueves 8 de mayo de 2008    |
| Letonia              | Viernes 16 de mayo de 2008  |
| Líbano               | Jueves 22 de mayo de 2008   |
| Lituania             | Viernes 16 de mayo de 2008  |
| Malasia              | Jueves 8 de mayo de 2008    |
| México               | Viernes 9 de mayo de 2008   |
| Nigeria              | Viernes 20 de junio de 2008 |
| Noruega              | Viernes 20 de junio de 2008 |
| Nueva Zelanda        | Jueves 26 de junio de 2008  |
| Países Bajos         | Miércoles 7 de mayo de 2008 |
| Paraguay             | Viernes 9 de mayo de 2008   |
| Perú                 | Jueves 8 de mayo de 2008    |
| Polonia              | Viernes 6 de junio de 2008  |
| Portugal             | Jueves 26 de junio de 2008  |
| Puerto Rico          | Jueves 8 de mayo de 2008    |
| Reino Unido Irlanda  | Viernes 9 de mayo de 2008   |
| República Checa      | Jueves 8 de mayo de 2008    |
| República Dominicana | Jueves 8 de mayo de 2008    |
| Rumania              | Viernes 16 de mayo de 2008  |
| Rusia                | Jueves 29 de mayo de 2008   |
| Serbia y Montenegro  | Jueves 15 de mayo de 2008   |
| Singapur             | Jueves 8 de mayo de 2008    |
| Sudáfrica            | Viernes 20 de junio de 2008 |
| Suecia               | Jueves 5 de junio de 2008   |
| Suiza                | Jueves 8 de mayo de 2008    |
| Tailandia            | Jueves 8 de mayo de 2008    |
| Taiwán               | Sábado 10 de mayo de 2008   |
| Turquía              | Viernes 20 de junio de 2008 |
| Ucrania              | Jueves 29 de mayo de 2008   |
| Uruguay              | Viernes 9 de mayo de 2008   |
| Venezuela            | Viernes 9 de mayo de 2008   |

## Nueva canción
Además del arreglo musical para orquesta, BM añade una versión actualizada de "Go, Speed Racer, Go" canción que se escucha durante el fin de los créditos. Producido por Ali y Dee Jason Gleed, realizada por Ali Dee y el Deekompressors. La versión cinematográfica cuenta con secciones en inglés, japonés y español.